# Uğur Uçar
Uğur Uçar (Istanbul, 5 aprile 1987) è un allenatore di calcio ed ex calciatore turco, di ruolo difensore, vice allenatore dell'Eyüpspor.

## Carriera

### Club
Ha giocato nella prima divisione turca.

### Nazionale
Ha partecipato ai Mondiali Under-20 del 2005. Nel 2011 ha invece giocato 2 partite in nazionale maggiore.

## Palmarès

### Club

#### Competizioni nazionali
- Campionato turco: 3

Galatasaray: 2005-2006, 2007-2008
Basaksehir: 2019-2020
- Coppa di Turchia: 1

Galatasaray: 2004-2005
- Supercoppa di Turchia: 1

Galatasaray: 2008